# パジアーノ・ディ・ポルデノーネ
パジアーノ・ディ・ポルデノーネ（伊: Pasiano di Pordenone）は、イタリア共和国フリウリ＝ヴェネツィア・ジュリア州ポルデノーネ県にある、人口約7,800人の基礎自治体（コムーネ）。

## 名称
標準イタリア語以外の言語では以下の名称を持つ。
- ヴェネト語: Pasiàn

## 地理

### 位置・広がり
ポルデノーネ県南部のコムーネで、南にトレヴィーゾ県（ヴェネト州）と接する。パジアーノ・ディ・ポルデノーネの集落は、県都ポルデノーネの南約13km、トレヴィーゾの北東約36km、ヴェネツィアの北北東約52kmに位置する。

#### 隣接コムーネ
隣接するコムーネは以下の通り。括弧内のTVはトレヴィーゾ県（ヴェネト州）所属を示す。
- ポルチャ - 北
- ポルデノーネ - 北
- アッツァーノ・デーチモ - 北東
- プラヴィズドーミニ - 南東
- メドゥーナ・ディ・リヴェンツァ (TV) - 南
- ゴルゴ・アル・モンティカーノ (TV) - 南西
- マンスエ (TV) - 南西
- プラータ・ディ・ポルデノーネ - 北西

### 気候分類・地震分類
パジアーノ・ディ・ポルデノーネにおけるイタリアの気候分類 (it) および度日は、zona E, 2551 GGである。
また、イタリアの地震リスク階級 (it) では、zona 3 (sismicità bassa) に分類される。

## 行政

### 分離集落
パジアーノ・ディ・ポルデノーネには、以下の分離集落（フラツィオーネ）がある。
- Azzanello, Cecchini, Rivarotta, Sant'Andrea, Pozzo, Visinale

## 姉妹都市
- Canton de Fronsac、フランス 1999年

## 人物

### 著名な出身者
- ダミアーノ・ダミアーニ - 映画監督。